# Ignatz Award

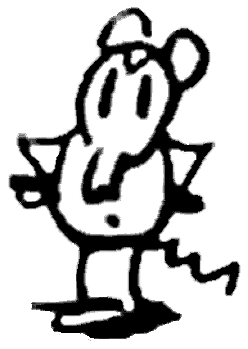
Ignatz, die Maus

Der Ignatz Award ist eine seit 1997 jährlich verliehene Auszeichnung, mit der außerordentliche Leistungen durch alternative Zeichner, Autoren und Verlage im Bereich der Comics der Cartoons gewürdigt werden. Er ist nach einer Figur namens Ignatz aus dem Cartoon-Klassiker Krazy Kat von George Herriman benannt. Die Preisträger werden von den Teilnehmern der Small Press Expo (SPX) bestimmt, einer alternativen Fan-Convention, die jeden September oder Oktober in Bethesda, Maryland nahe Washington, D.C. stattfindet. 2001 wurde die SPX und damit auch der Ignatz Award wegen der Anschläge des 11. September 2001 ausgesetzt. Die Kandidaten für den Preis werden von einer fünfköpfigen Jury von Experten und Hauptberuflichen aus der Comic-Fachwelt nominiert.

## Gewinner desIgnatz Awards

### Outstanding Artist (seit 1997)
- 1997 Seth, Palookaville (Drawn & Quarterly)
- 1998 Dave Sim, Cerebus (Aardvark-Vanaheim)
- 1999 Frank Cho, Liberty Meadows Nr. 1 (Insight Studios Group)
- 2000 Dave Cooper, Weasel (Fantagraphics Books)
- 2001 abgesagt, Kandidaten waren:
  - Donna Barr, The Desert Peach (A Fine Line Press)
  - Jason Lutes, Berlin (Drawn & Quarterly)
  - Carla Speed McNeil, Finder (Lightspeed Press)
  - Tony Millionaire, Maakies (Fantagraphics Books), Sock Monkey (Dark Horse Comics)
  - Jim Woodring, Frank (Fantagraphics Books)
- 2002 Megan Kelso, Artichoke Tales Nr. 1, Non Nr. 5 (Highwater Books and Red Ink Press)
- 2003 Jason Little, Shutterbug Follies (Doubleday Graphic Novels)
- 2004 Craig Thompson, Blankets (Top Shelf Productions)
- 2005 David B., Die heilige Krankheit (Pantheon), Babel (Drawn & Quarterly)
- 2006 Tony Millionaire, Billy Hazelnuts (Fantagraphics Books)
- 2007 Jaime Hernandez, Love & Rockets (Fantagraphics Books)
- 2008 Laura Park, Do Not Disturb My Waking Dream (Selbstverlag)
- 2009 Nate Powell, Swallow me whole (Top Shelf)
- 2010 Eddie Campbell, Alec: The Years Have Pants (A Life-Sized Omnibus) (Top Shelf)
- 2011 Joseph Lambert, I Will Bite You (Secret Acres)
- 2012 Jaime Hernandez, Love and Rockets - New Stories (Fantagraphics)
- 2013 Michael DeForge, Lose Nr. 4
- 2014 Sam Bosma,  Fantasy Basketball
- 2015 Emily Carroll, Through The Woods
- 2016 Tillie Walden, The End of Summer
- 2017 Emil Ferris, My Favorite Thing Is Monsters
- 2018 Richie Pope, That Box We Sit On
- 2019 Rosemary Valero-O’Connell, Laura Dean Keeps Breaking Up With Me
- 2020 Rosemary Valero-O'Connell
- 2021 Lee Lai, Stone Fruit (Fantagraphics)
- 2022 Reimena Yee, Alexander, the Servant & the Water of Life (Hiveworks Comics)
- 2023 Olivia Stephens, Darlin' and Her Other Names

### Outstanding Graphic Novel or Collection (1997–2004)
- 1997 Seth, Eigentlich ist das Leben schön (Drawn & Quarterly)
- 1998 Daniel Clowes, Ghost World (Fantagraphics)
- 1999 Dave McKean, Cages (Kitchen Sink)
- 2000 Alan Moore und Eddie Campbell, From Hell (Eddie Campbell Comics)
- 2001 abgesagt, Kandidaten waren:
  - Alex Robinson, Box Office Poison (Top Shelf Productions)
  - Chris Ware, Jimmy Corrigan: The Smartest Kid On Earth (Pantheon Books)
  - Mark Kalesniko, Mail Order Bride (Fantagraphics Books)
  - Joe Sacco, Safe Area Gorazde: The War in Eastern Bosnia, 1992-1995 (Fantagraphics Books)
  - Michael Kupperman, Snake 'n' Bacon's Cartoon Cabaret (Avon Books)
- 2002 James Sturm, The Golem's Mighty Swing (Drawn & Quarterly)
- 2003 Rich Koslowski, Three Fingers (Top Shelf Productions)
- 2004 Craig Thompson, Blankets (Top Shelf Productions)

### Outstanding Anthology or Collection (2005–2016)
- 2005 John Porcellino, Diary of a Mosquito Abatement Man (La Mano)
- 2006 Charles Burns, Black Hole (Pantheon)
- 2007 Kevin Huizenga, Curses (Drawn & Quarterly)
- 2008 Greg Means, Papercutter Nr. 7, (Tugboat Press)
- 2009 Sammy Harkham, Kramers Ergot Nr. 7 (Buenaventura)
- 2010 Robert Sikoryak, Masterpiece Comics (Drawn & Quarterly)
- 2011 Joseph Lambert, I Will Bite You (Secret Acres)
- 2012 Kate Beaton, Hark! A Vagrant (Drawn & Quarterly)
- 2013 Michael DeForge, Very Casual
- 2014 Robert Kirby, QU33R,
- 2015 Eleanor Davis, How To Be Happy
- 2016 Kate Beaton, Step Aside Pops

### Outstanding Collection (seit 2017)
- 2017 Taneka Stouts, Elements: Fire – An Anthology by Creators of Color
- 2018 Sophie Foster-Dimino, Sex Fantasy
- 2019 Carolyn Nowak, Girl Town
- 2020 Eddy Carrasco, Gleem
- 2021 Abby Howard, The Crossroads at Midnight (Iron Circus Comics)
- 2022 Alec Robbins, Mr.Boop (Silver Sprocket)
- 2023 Megan Kelso, Who Will Make the Pancakes?

### Outstanding Anthology (seit 2017)
- 2017 Ananth Hirsh, Yuko Ota, Johnny Wander: Our Cats Are More Famous Than Us
- 2018 Hazel Newlevant, Whit Taylor und Ø.K. Fox, Comics for Choice
- 2019 Tara Avery und Jeanne Thornton, We’re Still Here: An All-Trans Comics Anthology
- 2020 The Nib, Be Gay, Do Comics
- 2021 Glaeolia (Glacier Bay Books)
- 2022 Michael Sweater und Benji Nate Good Boy Magazine Nr. 1 (Silver Sprocket)
- 2023 Allison O’Toole und Ashanti Fortson, Shades of Fear

### Outstanding Graphic Novel (seit 2005)
- 2005 Marjane Satrapi, Persepolis 2:The Story of a Return (Pantheon)
- 2006 Alex Robinson, Tricked (Top Shelf Productions)
- 2007 Anders Nilsen, Don’t Go Where I Can't Follow (Drawn & Quarterly)
- 2008 Mariko Tamaki und Jillian Tamaki, Skim (Groundwood Books)
- 2009 Chris Ware, ACME Novelty Library Nr. 19 (Selbstverlag)
- 2010 James Sturm, Market Day (Drawn & Quarterly)
- 2011 Edie Fake, Gaylord Phoenix (Secret Acres)
- 2012 Anders Nilsen, Big Questions (Drawn & Quarterly)
- 2013 Ulli Lust, Today is the Last Day of the Rest of Your Life
- 2014 Jillian Tamaki und Mariko Tamaki, This One Summer
- 2015 Sophie Goldstein, The Oven
- 2016 Lisa Hanawalt, Hot Dog Taste Test
- 2017 Emil Ferris, My Favorite Thing Is Monsters
- 2018 Eleanor Davis, Why Art?
- 2019 Mariko Tamaki und Rosemary Valero-O’Connell, Laura Dean Keeps Breaking Up With Me
- 2020 Ebony Flowers, Hot Comb
- 2021 Lee Lai, Stone Fruit (Fantagraphics)
- 2022 R. Kikuo Johnson, No One Else (Fantagraphics)
- 2023 Kate Beaton, Ducks: Two Years in the Oil Sands

### Outstanding Story (seit 1997)
- 1997 Alan Moore und Eddie Campbell, From Hell (Kitchen Sink Press)
- 1998 Daniel Clowes, Ghost World Eightball (Fantagraphics)
- 1999 Daniel Clowes, David Boring Eightball Nr. 20 (Fantagraphics)
- 2000 Chris Ware, Jimmy Corrigan, Smartest Kid On Earth The Acme Novelty Library (Fantagraphics Books)
- 2001 abgesagt, Kandidaten waren:
  - Rutu Modan, Bygone Flipper Vol. 2 (Actus Tragicus/Top Shelf Productions)
  - Mike Kunkel, Herobear and the Kid Nr.  2 (Astonish Comics)
  - Lewis Trondheim, The Nimrod Nr.  5 (Fantagraphics Books)
  - Sean Bieri, Popeye the Savior Man Jumbo Jape (Selbstverlag)
  - Tom Hart, Stocks Are Surging The Collected Hutch Owen (Top Shelf Productions)
- 2002 Scott Mills, Trenches (Top Shelf Productions)
- 2003 Jason Shiga, Fleep (Sparkplug Comic Books)
- 2004 Kevin Huizenga, Glenn Ganges, Drawn & Quarterly Showcase Vol. 1 (Drawn & Quarterly)
- 2005 Anders Nilsen, Dogs and Water (Drawn and Quarterly)
- 2006 Kevin Huizenga, Ganges Nr. 1 (Fantagraphics Books)
- 2007 Gabrielle Bell, „Felix“, Drawn & Quarterly Showcase Vol. 4 (Drawn & Quarterly)
- 2008 Lilli Carre, The Thing About Madeleine (Selbstverlag)
- 2009 Damien Jay, Willy, Papercutter Nr. 10 (Tugboat)
- 2010 Ken Dahl, Monsters (Secret Acres)
- 2011 Jaime Hernandez, Love & Rockets - New Stories Nr. 3: Browntown (Fantagraphics Books)
- 2012 Jaime Hernandez, Love & Rockets - New Stories Nr. 4: Return to Me (Fantagraphics)
- 2013 John Martz, Gold Star
- 2014 Meredith Gran, Brownout Biscuits (Octopus Pie)
- 2015 Jillian Tamaki, Sex Coven
- 2016 Noah Van Sciver, My Hot Date
- 2017 Carolyn Nowak, Diana's Electric Tongue
- 2018 Molly Ostertag, How the Best Hunter in the Village Met Her Death
- 2019 Mariko Tamaki und Rosemary Valero-O’Connell, Laura Dean Keeps Breaking Up With Me
- 2020 Eleanor Davis, The Hard Tomorrow
- 2021 Freddy Carrasco, Personal Companion aus Ex.Mag Nr. 1
- 2022 Beatrix Urkowitz, The Lover of Everyone in the World (Parsifal Press)
- 2023 Robyn Smith und Jamila Rowser, Wash Day Diaries

### Promising New Talent (seit 1997)
- 1997 Debbie Dreschler, Nowhere (Drawn & Quarterly)
- 1998 Carla Speed McNeil, Finder (Lightspeed Press)
- 1999 Brian Ralph, Fireball Nr. 7 (Fort Thunder)
- 2000 Nick Bertozzi, Boswash (Luxurious Comics)
- 2001 abgesagt, Kandidaten waren:
  - Ben Steckler, Get BenT, Selbstverlag
  - Tomer und Asaf Hanuka, Bipolar, Selbstverlag
  - Mike Kunkel, Herobear and the Kid, Astonish Comics
  - Metaphrog (Sandra Marrs und John Chalmers), Louis - Red Letter Day, Metaphrog
  - Rutu Modan, Flipper Vol. 2, Actus Tragicus/Top Shelf Productions
- 2002 Greg Cook, Catch as Catch Can (Highwater Books)
- 2003 Derek Kirk Kim, Same Difference and Other Stories (Selbstverlag)
- 2004 Lauren Weinstein, Kramer's Ergot Nr. 4 (Avodah Books)
- 2005 Andy Runton, Owly (Top Shelf Productions)
- 2006 Hope Larson, Salamander Dream (AdHouse Books), Gray Horses (Oni Press)
- 2007 Tom Neely, The Blot (I Will Destroy You)
- 2008 Sarah Glidden, How To Understand Israel in 60 Days or Less (Selbstverlag)
- 2009 Colleen Frakes, Woman King, (Selbstverlag)
- 2010 Matt Wiegle, “The Orphan Baiter”, Papercutter Nr. 13 (Tugboat Press)
- 2011 Darryl Ayo Brathwaite, House of Twelve Monthly Nr. 3, (Comixology)
- 2012 Lale Westvind, Hot Dog Beach
- 2013 Sam Alden
- 2014 Cathy G. Johnson, Jeremiah, Boy Genius, Until It Runs Clear
- 2015 Sophia Foster-Dimino, Sphincter, Sex Fantasy
- 2016 Tillie Walden, I Love This Part
- 2017 Bianca Xunise, Say Her Name
- 2018 Yasmin Omar Ata, Mis(h)adra
- 2019 Ebony Flowers, Hot Comb
- 2020 Theo Stultz
- 2021 Pa-Luis
- 2022 Juni Ba, Djeliya (TKO Studios)
- 2023 Deb JJ Lee, In Limbo

### Outstanding Series (seit 1997)
- 1997 Chris Ware, Acme Novelty Library (Fantagraphics)
- 1998 Chris Ware, Acme Novelty Library (Fantagraphics)
- 1999 Max, The Extended Dream of Mr. D (Drawn & Quarterly)
- 2000 Dave Cooper, Weasel (Fantagraphics Books)
- 2001 abgesagt, Kandidaten waren:
  - Jason Lutes, Berlin (Drawn and Quarterly)
  - Carla Speed McNeil, Finder (Lightspeed Press)
  - Mike Kunkel, Herobear and the Kid (Astonish Comics)
  - Sam Henderson, Magic Whistle, (Alternative Comics)
  - Jason, Mjau Mjau (Jippi Forlag)
- 2002 James Kochalka Sketchbook Diaries (Top Shelf Productions)
- 2003 Charles Burns, Black Hole (Fantagraphics Books)
- 2004 Carla Speed McNeil, Finder (Light Speed Productions)
- 2005 Carla Speed McNeil, Finder (Light Speed Productions)
- 2006 Andy Runton, Owly (Top Shelf Productions)
- 2007 Kazimir Strzepek, Mourning Star (Bodega Distribution)
- 2008 Chuck Forsman, Snake Oil Nr. 1, (Selbstverlag)
- 2009 Jordan Crane, Uptight, (Fantagraphics)
- 2010 Kevin Huizenga, Ganges (Fantagraphics)
- 2011 Box Brown, Everything Dies
- 2012 Jaime Hernandez und Gilbert Hernandez, Love & Rockets - New Stories (Fantagraphics)
- 2013 Michael DeForge, Lose
- 2014 Jason Shiga, Demon
- 2015 Sophia Foster-Dimino, Sex Fantasy
- 2016 Keiler Roberts, Powdered Milk
- 2017 Jess Fink, Chester 5000
- 2018 Youth in Decline, Frontier
- 2019 Matt Bors, The Nib
- 2020 Whit Taylor, Fizzle
- 2021 Ex.Mag
- 2022 Ram V und Filipe Andrade, The Many Death of Laila Starr (Boom Studios)
- 2023 Drew Lerman, Tales of Old Snake Creek

### Outstanding Comic (seit 1997)
- 1997 Daniel Clowes, Eightball Nr. 17 (Fantagraphics)
- 1998 Chris Ware, Acme Novelty Library Nr. 9 (Fantagraphics)
- 1999 Frank Cho, Liberty Meadows Nr. 1 (Insight Studio Group)
- 2000 Chris Ware, The Acme Novelty Library Nr.  13 (Fantagraphics Books)
- 2001 abgesagt, Kandidaten waren:
  - Jim Woodring, Frank Nr.  4 (Fantagraphics Books)
  - Mike Kunkel, Herobear and the Kid Nr.  2 (Astonish Comics)
  - James Kochalka, James Kochalka's Sketchbook Diaries (Top Shelf Productions)
  - Jason, Mjau Mjau Nr.  7 (Jippi Forlag)
  - Paul Hornschemeier, Sequential Nr.  6 (I Don’t Get It Press)
- 2002 Daniel Clowes, Eightball Nr. 22 (Fantagraphics Books)
- 2003 Nick Bertozzi, Rubber Necker Nr. 2, (Alternative Comics)
- 2004 Daniel Clowes, Eightball Nr. 23 (Fantagraphics Books)
- 2005 Kevin Huizenga, Or Else Nr. 1 (Drawn and Quarterly)
- 2006 Ivan Brunetti, Schizo Nr. 4 (Fantagraphics Books)
- 2007 Adrian Tomine, Optic Nerve Nr. 11 (Drawn & Quarterly)
- 2008 Chuck Forsman, Snake Oil Nr. 1, (Selbstverlag)
- 2009 Jordan Crane, Uptight Nr. 3, (Fantagraphics)
- 2010 Lisa Hanawalt, I Want You (Buenaventura Press)
- 2011 Michael DeForge, Lose Nr. 3 (Koyama Press)
- 2012 Brendan Leach, Pterodactyl Hunters (Top Shelf)
- 2013 Ethan Rilly, Pope Hats Nr. 3
- 2014 Sam Alden, Wicked Chicken Queen
- 2015 Sophie Goldstein, The Oven
- 2016 Sam Bosma, Fantasy Sports No. 1
- 2017 Ben Passmore, Your Black Friend
- 2018 Tara Booth, Hot to Be Alive
- 2019 Ngozi Ukazu, Check Please!
- 2020 Ariel Ries, Cry Wolf Girl
- 2021 Ashanti Fortson, Leaf Lace (Hiveworks)
- 2022 Xulia Vicente, I See a Knight (Shortbox)
- 2023 Daisy Ruiz, Gordita: Built Like This

### Outstanding Minicomic (seit 1997)
- 1997 James Kochalka, The Perfect Planet
- 1998 Rachel Hartman, Amy Unbounded (Pug House Press)
- 1999 Brian Ralph, Fireball Nr. 7 (Highwater Books)
- 2000 LowJinx Nr. 2: Understanding the Horrible Truth About Reinventing Mini Comics (The Bastard Format), herausgegeben von Kurt Wolfgang (Noe-Fie Mono-Media)
- 2001 abgesagt, Kandidaten waren:
  - Rachel Hartman, Amy Unbounded Nr. 12 (Pug House Press)
  - Jesse Reklaw, Democracy: Mime Complaint Nr. 5 (Selbstverlag)
  - Sean Bieri, Jumbo Jape (Selbstverlag)
  - Low Jinx 3: The Big Rip-Off, herausgegeben von Kurt Wolfgang  (Noe-Fie Mono-Media)
  - John Hankiewicz, Tepid Spring 2001 (Selbstverlag)
- 2002 Megan Kelso, Artichoke Tales Nr. 1 (Highwater Books)
- 2003 Jeffrey Brown, I Am Going to Be Small (Selbstverlag)
- 2004 Gabrielle Bell, Lucky Nr. 3 (Selbstverlag)
- 2005 Alec Longstreth, Phase 7 (Selbstverlag)
- 2006 Ken Dahl, Monsters
- 2007 Minty Lewis, P.S. Comics Nr. 3
- 2008 Jesse Reklaw, Bluefuzz
- 2009 Lisa Hanawalt, Stay Away From Other People
- 2010 Jim Rugg, Rambo 3.5
- 2011 Box Brown, Ben Died of a Train
- 2012 Corinne Mucha, The Monkey in the Basement and Other Delusions
- 2013 Chuck Forsman, The End of the Fucking World
- 2014 Sophie Goldstein, House of Women
- 2015 Sophia Foster-Dimino, Sex Fantasy Nr. 4
- 2016 Carolyn Nowak, Radishes
- 2017 Hazel Newlevant, Tender Hearted
- 2018 Shing Yin Khor, Say It With Noodles: On Learning to Speak the Language of Food
- 2019 Emma Jayne, Trans Girls Hit the Town
- 2020 Cathy G. Johnson, Black Hole Heart
- 2021 Casey Nowak, Bodyseed (Diskette Press)
- 2022 Caroline Cash, Pee Pee Poo Poo Nr. 6
- 2023 Yasmeen Abedifard, Death Bloom

### Outstanding Online Comic (seit 2001)
- 2001 abgesagt, Kandidaten waren:
  - Ben Jones, Future Genies of Mush Past
  - Scott McCloud, I Can't Stop Thinking
  - Jonathan Morris, Jeremy
  - Demian 5, When I Am King
  - Scott McCloud, Zot! Hearts and Minds
- 2002 Jason Little, Bee
- 2003 James Kochalka, American Elf
- 2004 James Kochalka, American Elf
- 2005 Nicholas Gurewich, The Perry Bible Fellowship
- 2006 Nicholas Gurewitch, The Perry Bible Fellowship
- 2007 Chris Onstad, Achewood
- 2008 Chris Onstad, Achewood
- 2009 Cayetarno Garza, Year of the Rat
- 2010 Mike Dawson, Troop 142
- 2011 Kate Beaton, Hark! A Vagrant
- 2012 Jillian Tamaki, SuperMutant Magic Academy
- 2013 Jillian Tamaki, SuperMutant Magic Academy
- 2014 Evan Dahm, Vattu
- 2015 Lilli Carre, The Bloody Footprint
- 2016 Meredith Gran, Octopus Pie
- 2017 Der-Shing Helmer, The Meek
- 2018 Carta Monir, Lara Croft Was My Family
- 2019 Hannah Blumenreich, Full Court Crush
- 2020 Ariel Ries, Witchy
- 2021 Michel Deforge, Birds of Maine
- 2022 Mars Heyward, Ride or Die
- 2023 Reimena Yee, The God of Arepo

### Outstanding Debut Comic (2000–2008)
- 2000 Evan Dorkin, Dork Nr. 8 (Slave Labor Graphics)
- 2001 abgesagt
- 2002 Joel Priddy, Pulpatoon Pilgrimage (AdHouse Books)
- 2003 Studygroup12 Nr. 3, herausgegeben von Zack Soto
- 2004 Dave Roman und John Green, Teen Boat Nr. 6: Vote Boat (Cryptic Press)
- 2005 Liz Prince, Will You Still Love Me if I Wet the Bed? (Top Shelf Productions)
- 2006 Josh Eiserike, Class of '99 (Selbstverlag)
- 2007 Alec Longstreth, Papercutter Nr. 6 (Tugboat Press)
- 2008 Nate Powell, Swallow Me Whole, (Top Shelf Productions)

### Jury derIgnatz Awards
| - 1997 - Jessica Abel - Chester Brown - Ed Brubaker - Mark Wheatley - Joe Zabel - 1998 - Michael Cohen - Tom Devlin - Tom Hart - Marc Hempel - Dylan Horrocks - 1999 - Frank Cho - Jordan Crane - Jon Lewis - Carla Speed McNeil - Jim Ottaviani - 2000 - Donna Barr - Sean Bieri - Phil Foglio - Dean Haspiel - Jason Little - 2001 - Matt Feazell - Roberta Gregory - Jon „Bean“ Hastings - Sam Henderson - James Sturm - 2002 - Suzanne Baumann - Nick Bertozzi - David Lasky - Alex Robinson | - 2003 - Pam Bliss - Ariel Bordeaux - David Hahn - Batton Lash - Matt Madden - 2004 - Kevin Huizenga - Megan Kelso - Rich Koslowski - Layla Lawlor - Steve Lieber - 2005 - Jennifer Daydreamer - Shaenon Garrity - James Kochalka - Jeff Parker - Dan Zettwoch - 2006 - Jeffrey Brown - Henry Chamberlain - Justin Hall - Laurenn McCubbin - Jim Rugg - 2007 - Sara Edward-Corbett - Paul Hornschemeier - Steve MacIsaac - Jesse Reklaw - Zack Soto - 2008 - Gabrielle Bell - Farel Dalrymple - Eleanor Davis - John Hankiewicz - Andy Hartzell | - 2009 - Lilli Carre - Vanessa Davis - Robert Kirby - Scott Mills - Laura Park - 2010 - Trevor Alixopulos - Joshua Cotter - Rob G - David Kelly - Anders Nilsen - 2011 - Rina Ayuyang - Mike Dawson - Kris Dresen - Theo Ellsworth - John Porcellino - 2012 - Edie Fake - Minty Lewis - Dylan Meconis - Lark Pien - Julia Wertz - 2013 - Lisa Hanawalt - Dustin Harbin - Damien Jay - Sakura Maku - Jason Shiga - 2014 - Darryl Ayo - Austin English - Melissa Mendes - Thein Pham - Whit Taylor | - 2015 - Lamar Abrams - Cara Bean - Robyn Chapman - Sophie Goldstein - Corrine Mucha - 2016 - Tony Breed - Summer Pierre - Keiler Roberts - C. Spike Trotman - J. T. Yost - 2017 - Neil Brideau - Glynnis Fawkes - Sara Lautman - Trungles - David Willis - 2018 - Leila Abdelrazaq - Kevin Czap - Mita Mahoto - Carolyn Nowak - Taneka Stotts |